# Almaraz de Duero
Almaraz de Duero est une commune espagnole de la province de Zamora située dans la communauté autonome de Castille-et-León.